# 膽小獅
膽小獅（英語：Cowardly Lion）是法蘭克·鮑姆作品《綠野仙蹤》及其他奧茲國系列小說的虛構人物。是一隻缺乏勇氣的獅子，與桃樂絲·蓋爾等人結伴前往翡翠城，最終獲得了勇氣。

## 角色
在《綠野仙蹤》中，膽小獅最早出現在黃磚路上，作勢要攻擊桃樂絲一行人，桃樂絲斥責他是膽小鬼，獅子也承認自己是膽小的，並加入桃樂絲一行人的行列，前往翡翠城向魔法師奧茲索求勇氣。奧茲命令四人完成殺死西國魔女的任務才會幫他們實現願望，四人硬著頭皮前往西方，結果膽小獅被西國魔女抓住，但桃樂絲意外殺死了西國魔女，四人返回翡翠城。奧茲給膽小獅喝了一些據稱是「勇氣」的不明液體（（實際上獅子本身就具有勇氣，缺乏的是對自己是否有勇氣的「自信」，這只是奧茲給獅子的一個安慰），獅子喝完後覺得自己充滿了勇氣。後來他還幫助一片森林中的動物們殺死了巨型蜘蛛，並成為該森林的國王。
膽小獅也出現在其他奧茲系列小說中。在《奧茲瑪公主》中，膽小獅與好友飢餓的老虎負責拉動奧茲瑪乘坐的車。

## 創作
為鮑姆繪製插圖的畫家威廉·華萊士·丹斯洛稱，他為了讓這個故事「更有趣」而建議鮑姆加入膽小獅這個角色:78。
美國歷史學教授昆汀·泰勒認為膽小獅是對民主黨政治人物威廉·詹寧斯·布萊恩的隱喻。

## 改編版本
在1939年電影《綠野仙蹤》，由伯特·拉尔飾演。這部電影中，膽小獅主要用兩腿站立行走，而原著中代表勇氣的液體也被改為一枚標有「勇氣」的勳章。
在2013年電影《奧茲大帝》（1939年電影的前傳）中，主角奧斯卡用魔術嚇跑了一隻獅子，這隻獅子被暗示是後來桃樂絲的夥伴膽小獅。